# الشهادتان

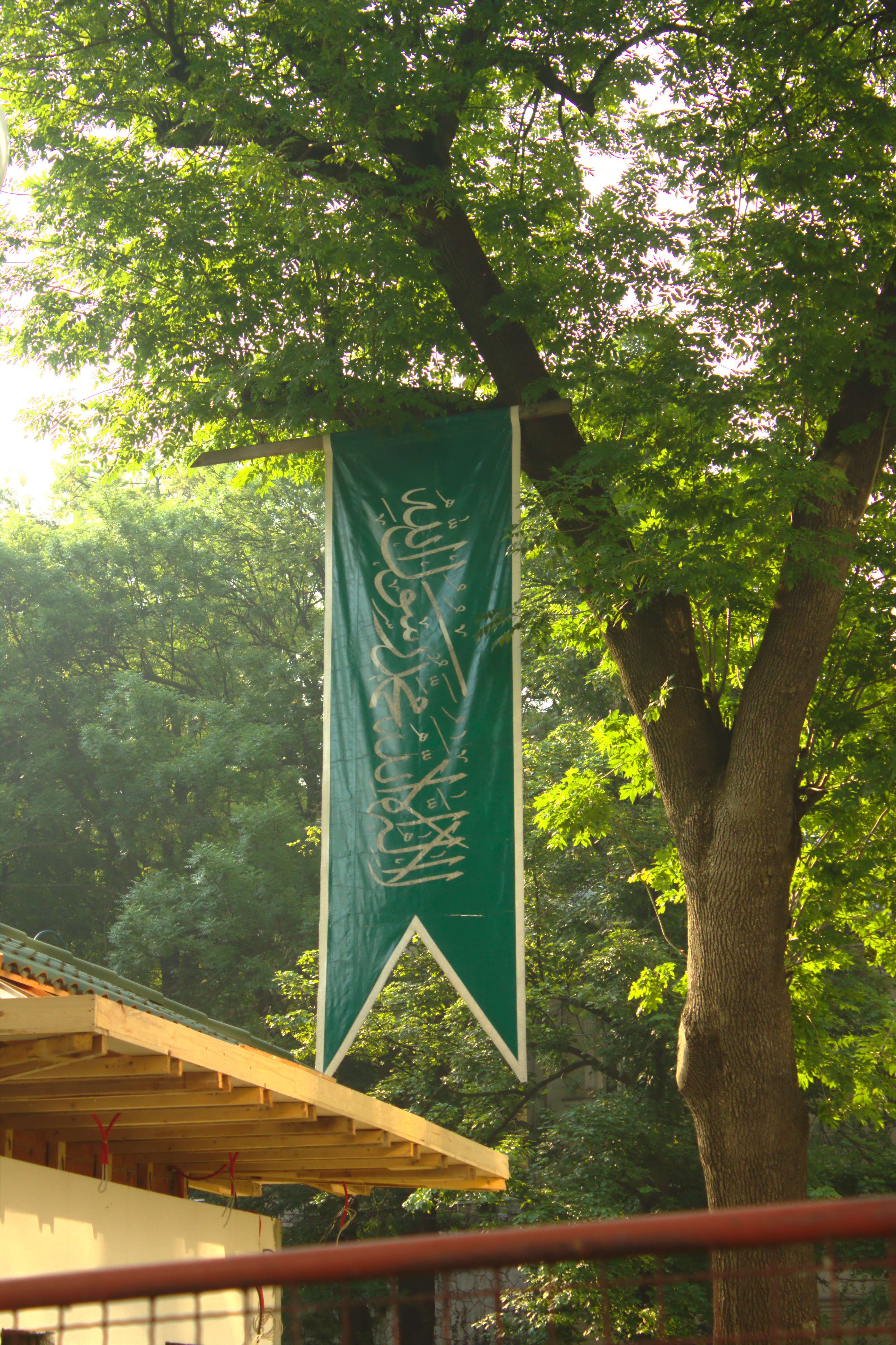
راية معلقة عليها الشهادتان بخط الثلث، في سراييفو.

اَلشَّهَادَتَانِ في الإسلام هما الشهادة بأن «لَا إِلَٰهَ إِلَّا ٱللَّٰهُ» وأن «مُحَمَّدًا رَسُولُ ٱللَّٰهِ»  . بحسب الشريعة الإسلامية، فإن الشخص يدخل الإسلام بمجرد شهادته بهذا القول، أي قوله: «أَشْهَدُ أنْ لَا إِلَٰهَ إِلَّا ٱللَّٰهُ وَأَنَّ مُحَمَّدًا عَبْدُهُ وَرَسُولُهُ» موقنًا بمعناها.

## حكم الشهادتين في الاسلام

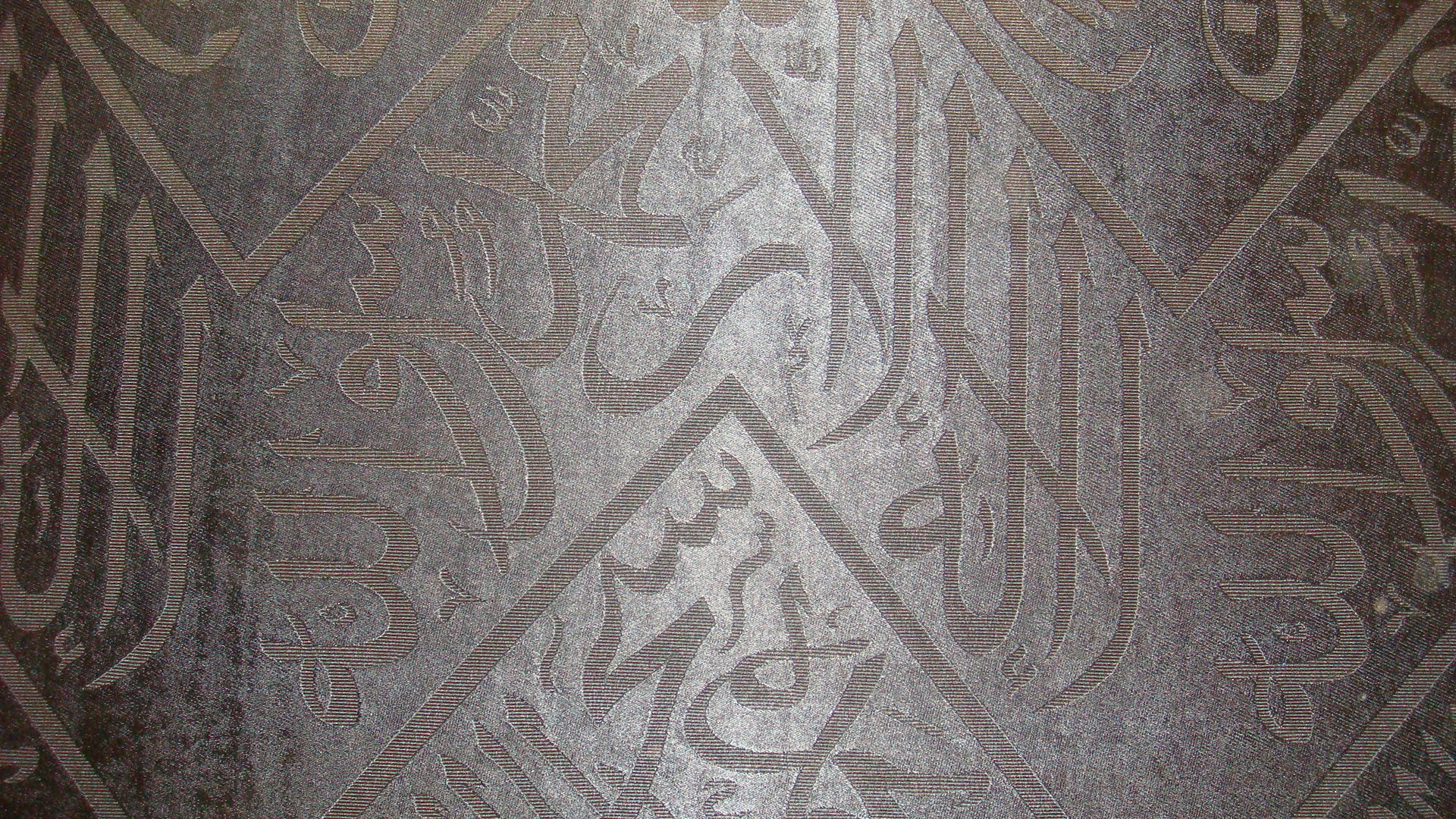
عبارة «لا إله إلا الله محمد رسول الله» مطرزة في ستار الحجرة النبوية.

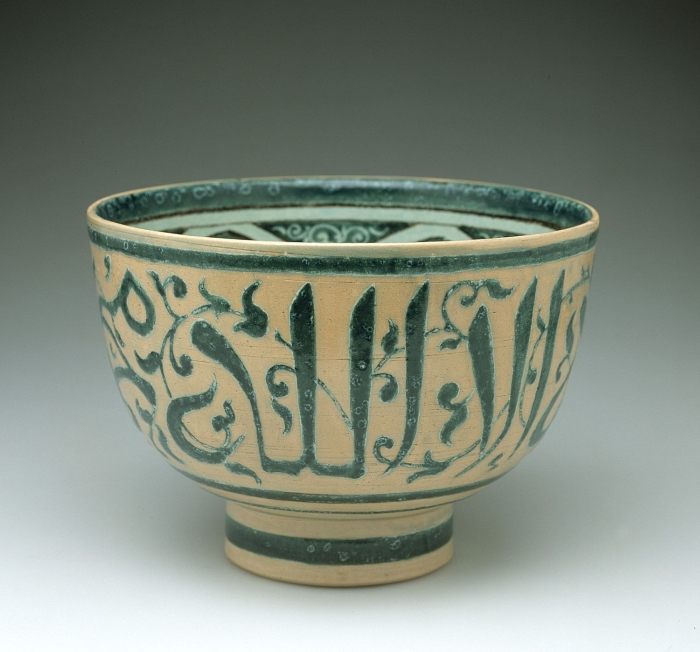
سلطانية مكتوب عليها الشهادة

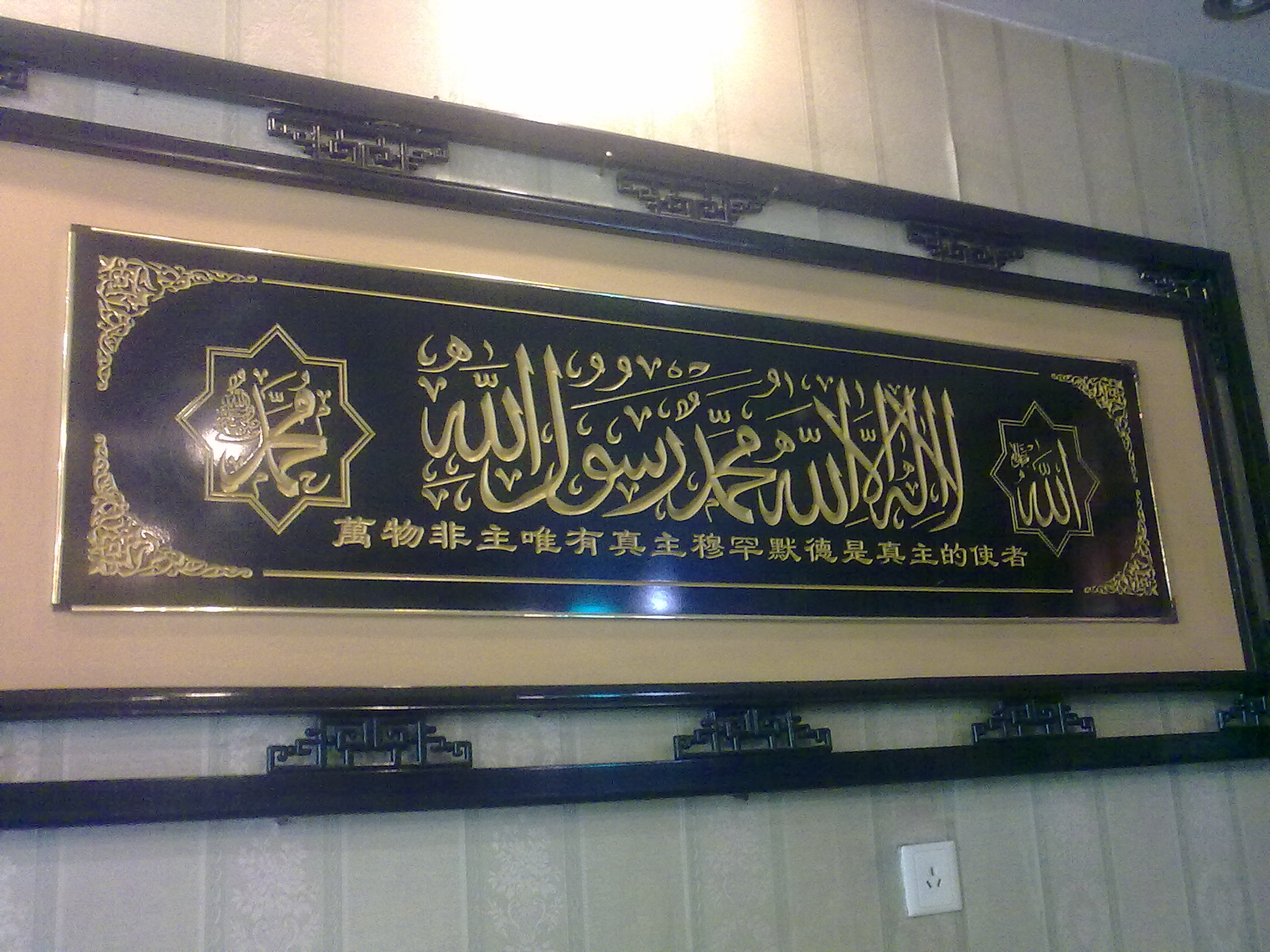
لوحة مكتوب عليها الشهادة باللغتين العربية والصينية في أحد مطاعم بيجين

فهما أول أركان الإسلام وبوابة الإيمان، ومن خلال استقراء نصوص الكتاب والسنة نجد أن النطق بالشهادتين مستيقنا بها قلبه، شرط لدخول المرء في دين الله، وتجري عليه بعد نطقها أحكام المسلمين، فمن اعتقد الإيمان بقلبه ولم ينطق بهما فليس بمؤمن، لا يدخل أحد في دين الله ولا يصبح المؤمن مؤمنا إلا بنطقه للشهادتين، روى البخاري من حديث ابن عمر أن النبي محمد قال: «أمرت أن أقاتل الناس حتى يشهدوا أن لا إله إلا الله وأن محمدا رسول الله»، قال النووي معلقا على هذا الحديث: «وفيه أن الإيمان شرطه الإقرار بالشهادتين مع اعتقادهما واعتقاد جميع ما أتى به النبي».
وقال كذلك: «واتفق أهل السنة من المحدثين والفقهاء والمتكلمين، على أن المؤمن الذي يحكم بأنه من أهل القبلة، ولا يخلد في النار، لا يكون إلا من اعتقد بقلبه دين الإسلام اعتقاداً جازماً خالياً من الشكوك، ونطق بالشهادتين».
قال ابن تيمية: «من لم يصدق بلسانه مع القدرة، لا يسمى في لغة القوم مؤمنا، كما اتفق على ذلك سلف الأمة من الصحابة والتابعين لهم بإحسان». وقال أيضا: «فأما الشهادتان إذا لم يتكلم بهما مع القدرة فهو كافر باتفاق المسلمين، وهو كافر باطناً وظاهراً عند سلف الأمة وأئمتها وجماهير علمائها». قال ابن رجب: «ومن ترك الشهادتين خرج من الإسلام». قال ابن حجر: «تعليقا على حديث يخرج من النار من قال لا إله إلا الله وفي قلبه وزن شعيرة من خير، وفيه دليل على اشتراط النطق بالتوحيد».

### الشهادتان في القرآن الكريم
تُعد الشهادتان أساس العقيدة الإسلامية وقد وردت الشهادة بوحدانية الله في مواضع مختلفة من القرآن، منها قوله تعالى:﴿شَهِدَ اللَّهُ أَنَّهُ لَا إِلَهَ إِلَّا هُوَ﴾ [آل عمران:18]، وقوله تعالى:﴿فَاعْلَمْ أَنَّهُ لَا إِلَهَ إِلَّا اللَّهُ﴾ [محمد:19]
أما الشهادة برسالة محمد ﷺ، فقد وردت في قوله تعالى:﴿مُحَمَّدٌ رَسُولُ اللَّهِ﴾ [الفتح:29]، وقوله تعالى: ﴿وَمَا مُحَمَّدٌ إِلَّا رَسُولٌ﴾ [آل عمران:144].

### الشهادتان هما رأس الإسلام
الشهادتان هما أصل كل شيء للمسلم فمن نطق بهذه الكلمة بلسانه مستيقنا بها وعاملا بلوازمها فإنه يحكم بإسلامه، قال الآجري: «فكان من قال هذا موقنا من قلبه ناطقا بلسانه أجزأه، ومن مات على هذا فإلى الجنة». وتصح منه بعد ذلك سائر العبادات إذا عمل بها وتصبح هذه العبادات كفارة لذنوبه، مثال على ذلك الصلاة، فعن أبي هريرة  أن النبي محمد قال: «(أرأيتم لو أن نهرًا بباب أحدكم يغتسل منه كل يوم خمس مرات، هل يبقى من درنه شيء؟)، قالوا: لا يبقى من درنه شيء، قال: (فذلك مثل الصلوات الخمس؛ يمحو الله بهن الخطايا)».
وإذا لم يأت بالشهادة؛ كان كافرا ولم تصح منه أي عبادة، ولا ينتفع بها في الآخرة، فعن عائشة رضي الله عنها قالت: «قلت: يا رسول الله: ابن جدعان كان في الجاهلية يصل الرحم، ويطعم المسكين، فهل ذاك نافعه؟ قال: (لا ينفعه؛ إنه لم يقل يوماً رب اغفر لي خطيئتي يوم الدين)».
وكذلك من كان مسلما لكنه أتى بما يناقض هذه الشهادة اعتقادا أو قولا أو عملا فتحبط منه جميع العبادات كالصلاة والصيام وغيرها، ولا تصح منه وتزول، قال تعالى: ﴿وَلَقَدْ أُوحِيَ إِلَيْكَ وَإِلَى الَّذِينَ مِنْ قَبْلِكَ لَئِنْ أَشْرَكْتَ لَيَحْبَطَنَّ عَمَلُكَ وَلَتَكُونَنَّ مِنَ الْخَاسِرِينَ ۝٦٥﴾ [الزمر:65]، قال ابن أبي العز الحنفي في شرح الطحاوية عند كلامه على حديث شعب الإيمان: «وهذه الشعب منها ما يزول الإيمان بزوالها إجماعاً كشعبة الشهادتين، ومنها ما لا يزول بزوالها إجماعاً، كترك إماطة الأذى عن الطريق».
ومن أتى بناقض فعليه أن يأتي بالشهادة مع التوبة مما كان سببا في الحكم عليه بالردة، جاء في زاد المستقنع لموسى الحجاوي: «وتوبة المرتد وكل كافر إسلامه، بأن يشهد أن لا إله إلا الله وأن محمداً رسول الله، ومن كفر بجحد فرض ونحوه فتوبته مع الشهادتين إقراره بالمجحود به»، ومن مات على الشهادتين فإنه ينتفع بها برحمة الله إذا كان قد حقق أركانها وشروطها ولم يرتكب ناقضا من نواقضها.
وبوب الإمام مسلم باب: «من لقي الله بالإيمان وهو غير شاك فيه دخل الجنة وحرم على النار» وساق بسنده، عن معاذ بن جبل، قال: «كنت ردف رسول الله (صلى الله عليه وسلم) على حمار، يقال له: عفير، قال: فقال: (يا معاذ، تدري ما حق الله على العباد؟ وما حق العباد على الله؟) قال: قلت: الله ورسوله أعلم، قال: (فإن حق الله على العباد أن يعبدوا الله، ولا يشركوا به شيئا، وحق العباد على الله عز وجل أن لا يعذب من لا يشرك به شيئا)».

## معنى الشهادتين

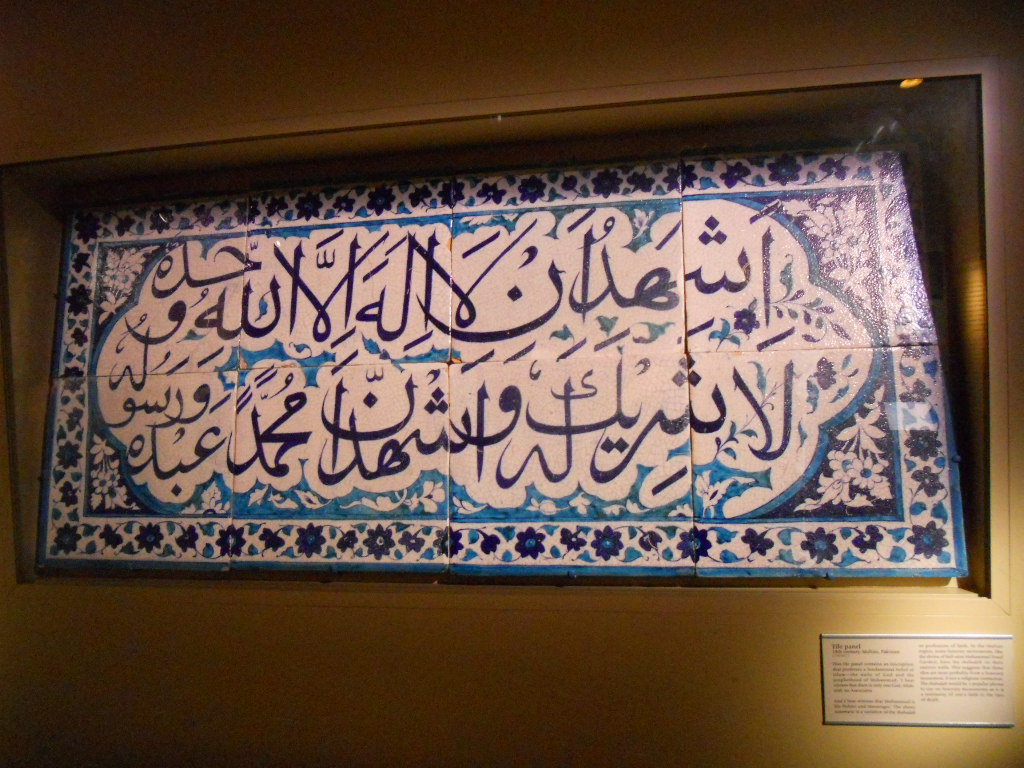
فسيفساء الشهادتين في سنغافورة

والمعنى الذي يقصده الإسلام من هذه الجملة هو: الإقرار بأنه لا إله يستحق أن يعبد سوى الله الذي هو الخالق أي أنَّه لا معبود بحق إلا الله. قال البقاعي: «لا إله إلا الله، أي: انتفى انتفاء عظيمًا أن يكون معبود بحق غير الملك الأعظم، فإن هذا العلم هو أعظم الذكرى المنجية من أهوال الساعة، وإنما يكون علمًا إذا كان نافعًا، وإنما يكون نافعًا إذا كان الإذعان والعمل بما تقتضيه، وإلا فهو جهل صرف»، قال الخطابي: «قول الموحدين لا إله إلا الله، معناه لا معبود غير الله» وأنَّ محمداً هو الرسول الذي أرسله الله إلى البشر لينشر بينهم الإسلام ويتبعوا رسالته، قال تعالى: ﴿تَبَارَكَ الَّذِي نَزَّلَ الْفُرْقَانَ عَلَى عَبْدِهِ لِيَكُونَ لِلْعَالَمِينَ نَذِيرًا ۝١﴾ [الفرقان:1]، ﴿قُلْ يَا أَيُّهَا النَّاسُ إِنِّي رَسُولُ اللَّهِ إِلَيْكُمْ جَمِيعًا الَّذِي لَهُ مُلْكُ السَّمَاوَاتِ وَالْأَرْضِ لَا إِلَهَ إِلَّا هُوَ يُحْيِي وَيُمِيتُ فَآمِنُوا بِاللَّهِ وَرَسُولِهِ النَّبِيِّ الْأُمِّيِّ الَّذِي يُؤْمِنُ بِاللَّهِ وَكَلِمَاتِهِ وَاتَّبِعُوهُ لَعَلَّكُمْ تَهْتَدُونَ ۝١٥٨﴾ [الأعراف:158].
وتتضمن الشهادتان إجمالاً شيئين أساسيين يقوم عليهما دين الإسلام، ألا وهما الإخلاص والاتباع. الإخلاص لله في العقائد والعبادات والأعمال، واتباع سنة رسوله، قال الفضيل بن عياض في تفسير قول الله تعالى: ﴿وَهُوَ الَّذِي خَلَقَ السَّمَاوَاتِ وَالْأَرْضَ فِي سِتَّةِ أَيَّامٍ وَكَانَ عَرْشُهُ عَلَى الْمَاءِ لِيَبْلُوَكُمْ أَيُّكُمْ أَحْسَنُ عَمَلًا وَلَئِنْ قُلْتَ إِنَّكُمْ مَبْعُوثُونَ مِنْ بَعْدِ الْمَوْتِ لَيَقُولَنَّ الَّذِينَ كَفَرُوا إِنْ هَذَا إِلَّا سِحْرٌ مُبِينٌ ۝٧﴾ [هود:7]، قال: «أخلصه وأصوبه فإنه إذا كان خالصا ولم يكن صوابا لم يقبل وإِذا كان صوابا ولم يكن خالصا لم يقبل حتى يكون خالصا والخالص إِذا كان للَّه والصواب إِذا كان على السنة».
ومن مقتضيات شهادة أن محمداً رسول الله، طاعته فيما أمر، وتصديقه فيما أخبر، واجتناب ما نهى عنه وزجر، وألا يُعبد الله إلا بما شرع.

## شروط الشهادة

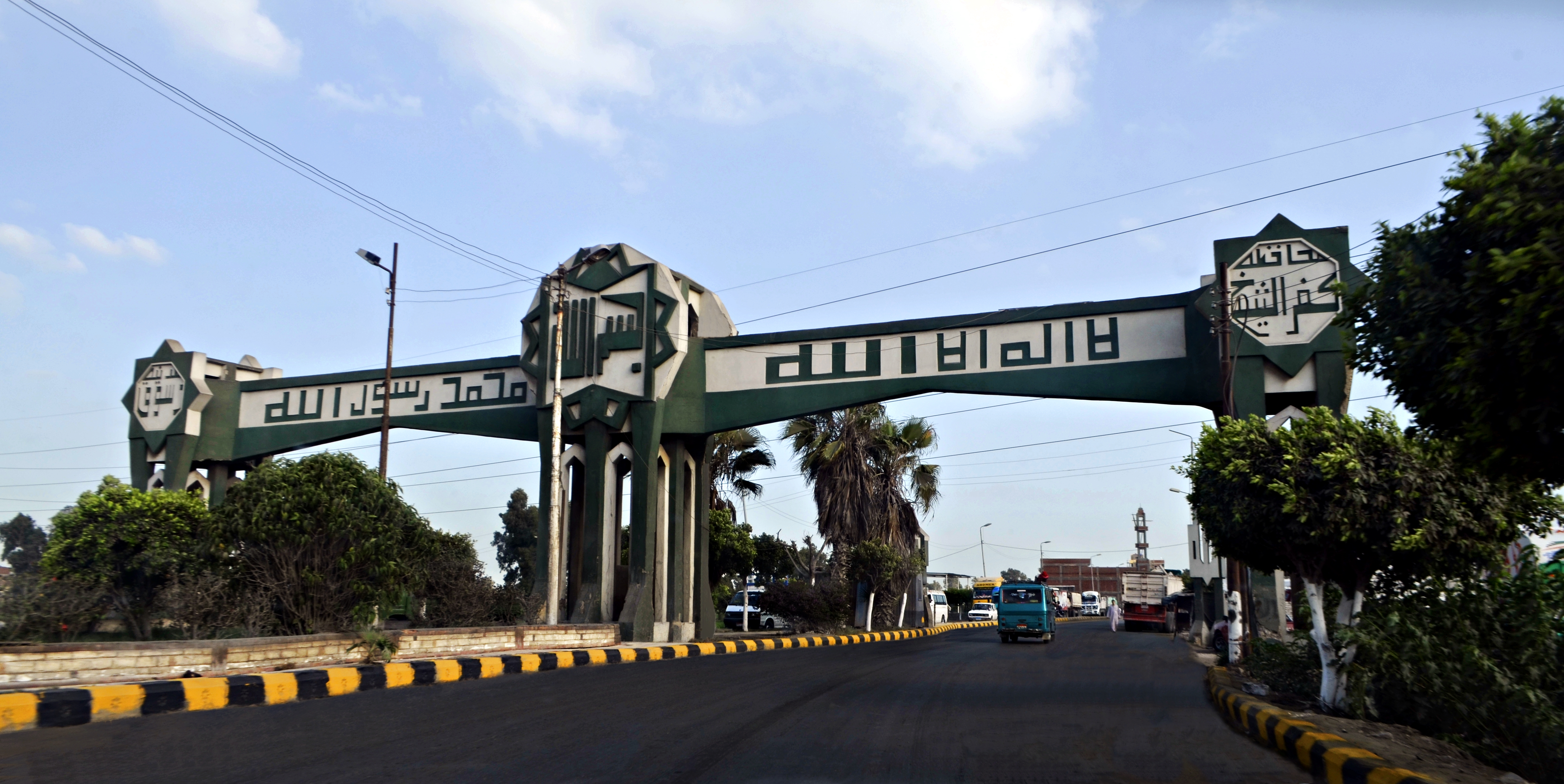
الشهادتان على بوابة مدينة دسوق.

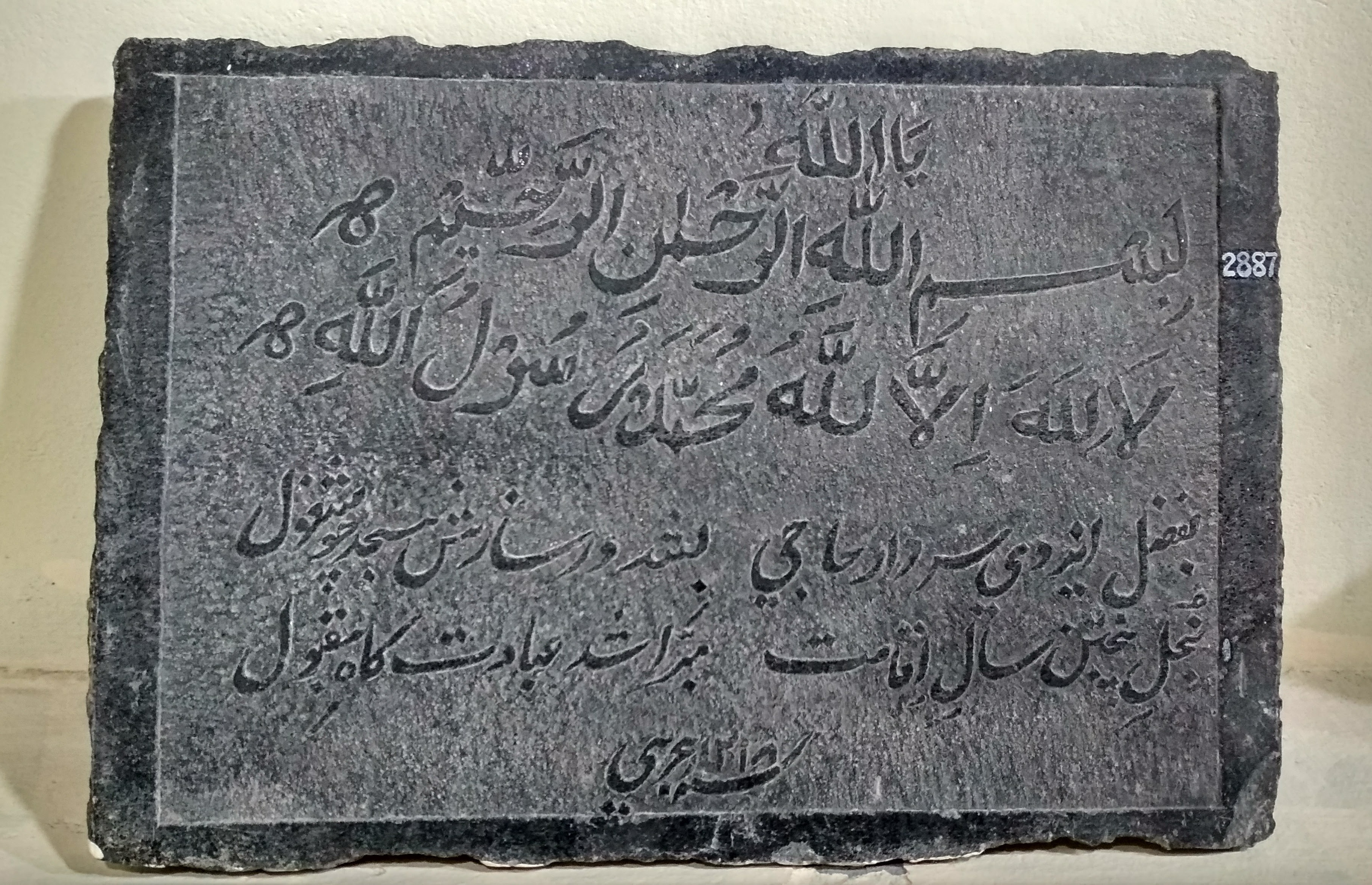
منحوتة من عهد شاه عالم الثاني من سلاطين مغول الهند.

شروط لا إله إلا الله جمعها أهل العلم من نصوص الكتاب والسنة فلابد من استيفائها جميعا والإتيان بها، فلا تنفع قائلها إلا باجتماعها، وقد أشار إلى ذلك أهل العلم، من ذلك ما جاء عن الحسن البصري أنه قيل له: إن ناساً يقولون: من قال «لا إله إلا الله» دخل الجنة؛ فقال: «من قال «لا إله إلا الله» فأدَّى حقها وفرضها دخل الجنة»، وقال وهب بن منبه لمن سأله: أليس مفتاح الجنة «لا إله إلا الله»؟ قال: «بلى؛ ولكن ما من مفتاح إلا له أسنان، إن أتيت بمفتاح له أسنان فُتح لك، وإلا لم يُفتح لك»، يشير بالأسنان إلى شروط «لا إله إلا الله».
لا تقبل الشهادتان ممن أتى بها إلا إذا حقق:

الشهادتان على علم المملكة العربية السعودية

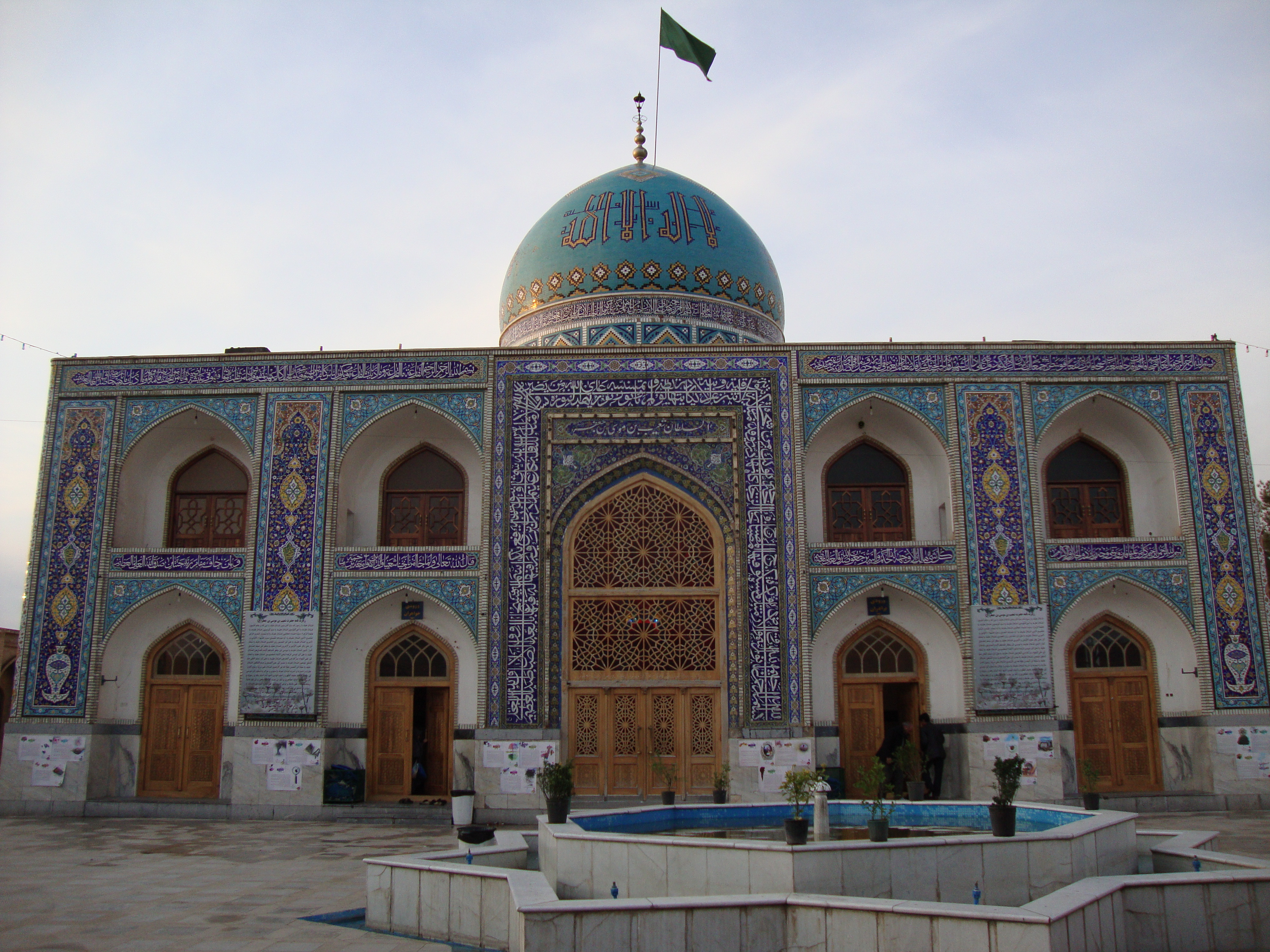
«لا إله إلا الله» على ضريح في مدينة سبزوار الإيرانية

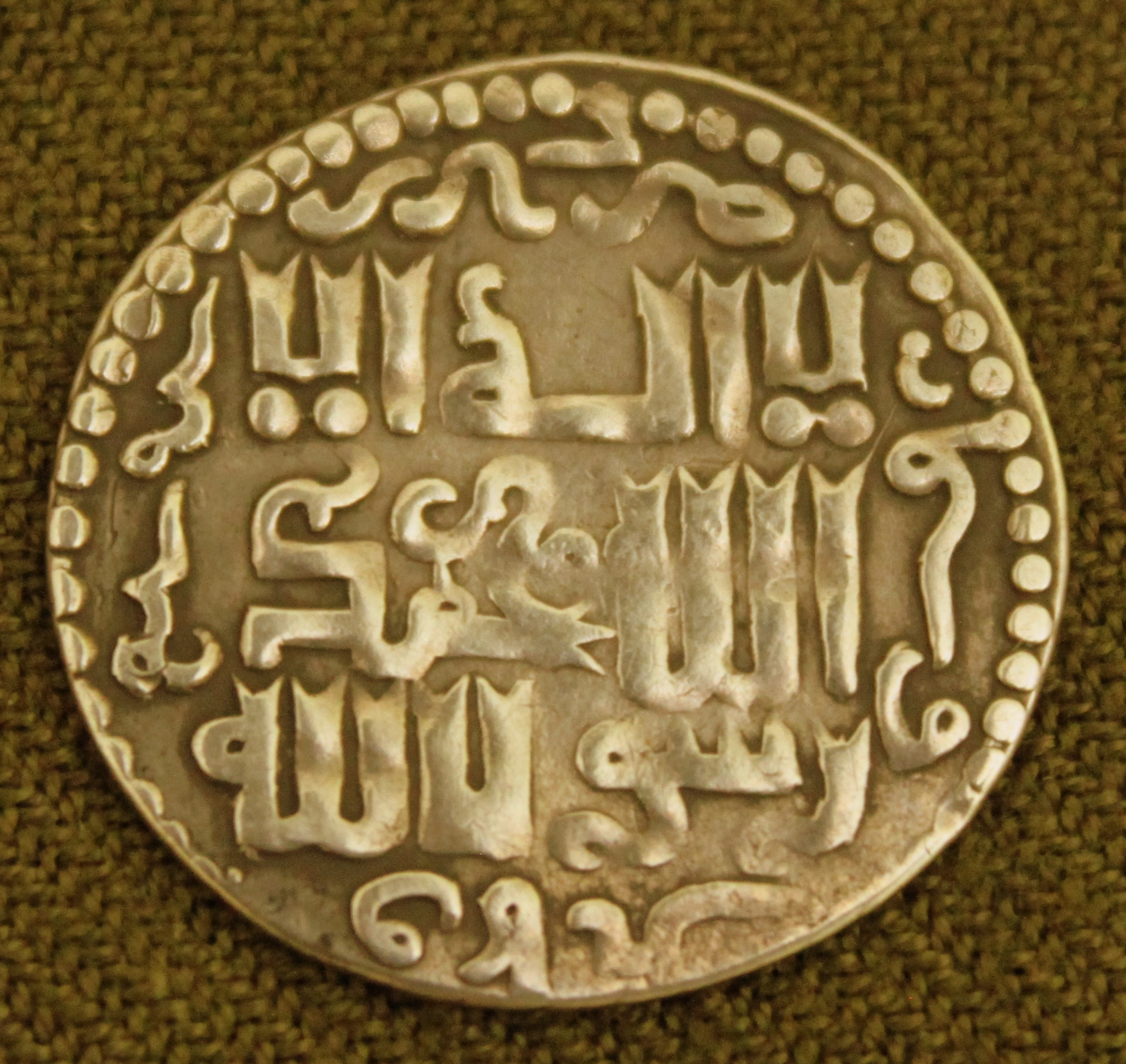
«لا إله إلا الله محمد رسول الله» على عملة ضربت في الإيلخانية

1. العلم بمعناها نفياً وإثباتاً: وضد العلم الجهل، أي يعلم أن معنى لا إله إلا الله تقتضي البراءة من كل مَا يعبد من دون الله، وإخلاص العبادة لله وحده باللسان والقلب والجوارح.[22]
وقد جاء في الكتاب والسنة ما يدل على ذلك:
 فمن الكتاب: قوله تعالى: ﴿فَاعْلَمْ أَنَّهُ لَا إِلَهَ إِلَّا اللَّهُ وَاسْتَغْفِرْ لِذَنْبِكَ وَلِلْمُؤْمِنِينَ وَالْمُؤْمِنَاتِ وَاللَّهُ يَعْلَمُ مُتَقَلَّبَكُمْ وَمَثْوَاكُمْ ۝١٩﴾ [محمد:19].
ومن السنة قوله (صلى الله عليه وسلم): «من مَاتَ وَهُوَ يعلم أَن لَا إِلَه إِلَّا الله دخل الْجنَّة».[23]
2. استيقان القلب بها، أي غير شاك فيها.[24]
فَمن الْكتاب: قَوْله تَعَالَى: ﴿إِنَّمَا الْمُؤْمِنُونَ الَّذِينَ آمَنُوا بِاللَّهِ وَرَسُولِهِ ثُمَّ لَمْ يَرْتَابُوا وَجَاهَدُوا بِأَمْوَالِهِمْ وَأَنْفُسِهِمْ فِي سَبِيلِ اللَّهِ أُولَئِكَ هُمُ الصَّادِقُونَ ۝١٥﴾ [الحجرات:15]، قال مقاتل في تفسيره[25] عن معنى لم يرتابوا: أي لم يشكوا.
ومن السنة قوله (صلى الله عليه وسلم): «أشهد أن لا إله إلا الله وأني رسول الله لا يلقى الله بهما عبد غير شاك إلا دخل الجنة».[26] ومن السنة كذلك قوله (صلى الله عليه وسلم) لأبي هريرة (رضي الله عنه): «من لقيت من وراء هذا الحائط يشهد أن لا إله إلا الله مستيقناً بها قلبه فبشره بالجنة».[27]
3. الانقياد لها ظاهراً وباطناً، أي الانقياد المنافي للترك، وهو الاستسلام لله بالتوحيد والانقياد لما جاء به الرسول (صلى الله عليه وسلم) عن ربه سبحانه وتعالى، وذلك بالعمل بِما فرضه الله وترك ما حرمه والتزام ذلك.[28]
قال الله تعالى: ﴿فَلَا وَرَبِّكَ لَا يُؤْمِنُونَ حَتَّى يُحَكِّمُوكَ فِيمَا شَجَرَ بَيْنَهُمْ ثُمَّ لَا يَجِدُوا فِي أَنْفُسِهِمْ حَرَجًا مِمَّا قَضَيْتَ وَيُسَلِّمُوا تَسْلِيمًا ۝٦٥﴾ [النساء:65].
4. القبول لها فلا يرد شيئا من لوازمها ومقتضياتها، والقبول هو المنافي للرد، فإن هناك من يعلم معنى الشهادتين، ويوقن بمدلولهما، ولكنه لا يقبلها ويردهما كبرا وحسدا، وهذه حالة علماء اليهود والنصارى فقد شهدوا بإلهية الله وحده، وعرفوا محمدا (صلى الله عليه وسلم) كما يعرفون أبناءهم، ومع ذلك لم يقبلوه: ﴿وَدَّ كَثِيرٌ مِنْ أَهْلِ الْكِتَابِ لَوْ يَرُدُّونَكُمْ مِنْ بَعْدِ إِيمَانِكُمْ كُفَّارًا حَسَدًا مِنْ عِنْدِ أَنْفُسِهِمْ مِنْ بَعْدِ مَا تَبَيَّنَ لَهُمُ الْحَقُّ فَاعْفُوا وَاصْفَحُوا حَتَّى يَأْتِيَ اللَّهُ بِأَمْرِهِ إِنَّ اللَّهَ عَلَى كُلِّ شَيْءٍ قَدِيرٌ ۝١٠٩﴾ [البقرة:109]. وهكذا كان المشركون يعرفون معنى لا إله إلا الله وصدق محمد (صلى الله عليه وسلم) ولكنهم يستكبرون عن قبوله: ﴿إِنَّهُمْ كَانُوا إِذَا قِيلَ لَهُمْ لَا إِلَهَ إِلَّا اللَّهُ يَسْتَكْبِرُونَ ۝٣٥﴾ [الصافات:35].[29]
5. الإخلاص فيها، وضده الشرك والنفاق والرياء والسمعة.
قال ابن تيمية: «وأصل الإسلام أشهد أن لا إله إلا الله وأن محمدا رسول الله فمن طلب بعبادته الرياء والسمعة فلم يحقق شهادة أن لا إِله إِلا الله».[30]
ومن الأدلة من الكتاب والسنة على هذا الشرط:
فمن الكتاب: قوله تعالى: ﴿إِنَّا أَنْزَلْنَا إِلَيْكَ الْكِتَابَ بِالْحَقِّ فَاعْبُدِ اللَّهَ مُخْلِصًا لَهُ الدِّينَ ۝٢ أَلَا لِلَّهِ الدِّينُ الْخَالِصُ وَالَّذِينَ اتَّخَذُوا مِنْ دُونِهِ أَوْلِيَاءَ مَا نَعْبُدُهُمْ إِلَّا لِيُقَرِّبُونَا إِلَى اللَّهِ زُلْفَى إِنَّ اللَّهَ يَحْكُمُ بَيْنَهُمْ فِي مَا هُمْ فِيهِ يَخْتَلِفُونَ إِنَّ اللَّهَ لَا يَهْدِي مَنْ هُوَ كَاذِبٌ كَفَّارٌ ۝٣﴾ [الزمر:2–3].
ومن السنة ما جاء عن أبي هريرة (رضي الله عنه) قال: سمعت رسول الله (صلى الله عليه وسلم) يقول: «قال الله تعالى: أنا أغنى الشركاء من عمل عملا أشرك فيه معي غيري تركتُه وشركه».[31]
6. الصدق من صميم القلب لا باللسان فقط، لأنه إن قالها بلسانه فقط وقلبه لم يؤمن بها كان من جملة المنافقين كما أخبر الله عنهم:﴿إِذَا جَاءَكَ الْمُنَافِقُونَ قَالُوا نَشْهَدُ إِنَّكَ لَرَسُولُ اللَّهِ وَاللَّهُ يَعْلَمُ إِنَّكَ لَرَسُولُهُ وَاللَّهُ يَشْهَدُ إِنَّ الْمُنَافِقِينَ لَكَاذِبُونَ ۝١﴾ [المنافقون:1]، ويدل كذلك على اشتراط الصدق في الشهادة في السنة النبوية ما جاء عن أبي بكر بن أبي موسى، عن أبيه قال: «أتيت النبي ومعي نفر من قومي فقال: (ابشروا وبشروا من ورائكم: أَنه من شهد أَن لا إله إلا الله صادقا بها دخل الجنة)».[32]
7. المحبة، وضدها الكراهية والبغضاء، وعلامة حب العبد ربه تقديم محابه وإن خالفت هواه، وبغض ما يبغض ربه وإن مال إليه هواه، وموالاة من وإلى الله ورسوله ومعاداة من عاداه، واتباع رسوله (صلى الله عليه وسلم) واقتفاء أثره وقبول هداه.[33] قال الله عز وجل: ﴿وَمِنَ النَّاسِ مَنْ يَتَّخِذُ مِنْ دُونِ اللَّهِ أَنْدَادًا يُحِبُّونَهُمْ كَحُبِّ اللَّهِ وَالَّذِينَ آمَنُوا أَشَدُّ حُبًّا لِلَّهِ وَلَوْ يَرَى الَّذِينَ ظَلَمُوا إِذْ يَرَوْنَ الْعَذَابَ أَنَّ الْقُوَّةَ لِلَّهِ جَمِيعًا وَأَنَّ اللَّهَ شَدِيدُ الْعَذَابِ ۝١٦٥﴾ [البقرة:165]، وزاد بعضهم شرطا ثامنا وهو الكفر بما يعبد من دون الله (الكفر بالطاغوت)، قال: «من قال لا إله إلا الله وكفر بما يعبد من دون الله حرم ماله ودمه وحسابه على الله عز جل».[34]

وقد نظمها العلماء في البيتين التاليين:
ويضيف الشيعة عبارة «عَلِيٌّ وَلِيُّ ٱللَّٰهِ» كما ورد عن رسول الله (صلى الله عليه وسلم) في واقعة غدير خم: (من كنت مولاه فهذا علي مولاه، اللهم والي من والاه وعادي من عاداه).
وأهل السنة والجماعة يتفقون أن عليا (رضي الله عنه) ولي الله، كاتفاقهم على أبي بكر الصديق وعمر وعثمان أنهم من أولياء الله رضي الله عنهم أجمعين، ويعتقدون كذلك أن علياً (رضي الله عنه) من الخلفاء الراشدين، راجع في ذلك مسند الإمام أحمد مناقب علي بن أبي طالب، والإمام النسائي في كتابه خصائص علي، منهاج السنة لابن تيمية، لكن لا يرى أهل السنة والجماعة ذكر أن علي ولي الله مع شروط الشهادة لأنه لم يرد في القرآن أو السنة بسند صحيح أنها من شروط الشهادة لا في هذا الحديث ولا في غيره، أو أن رسول الله أوصى له بالخلافة، على حسب اعتقاد علماءأهل السنة والجماعة.
قال البيهقي في كتابه الاعتقاد عن هذا الحديث: "وأما حديث الموالاة فليس فيه إن صح إسناده نص على ولاية علي بعده، فقد ذكرنا من طرقه في كتاب الفضائل ما دل على مقصود النبي (صلى الله عليه وسلم) من ذلك، وهو أنه لما بعثه إلى اليمن كثرت الشكاة عنه وأظهروا بغضه، فأراد النبي (صلى الله عليه وسلم) أن يذكر اختصاصه به ومحبته إياه، ويحثهم بذلك على محبته وموالاته وترك معاداته، فقال: «من كنت وليه فعلي وليه»، وفي بعض الروايات: «من كنت مولاه فعلي مولاه، اللهم وال من والاه وعاد من عاداه»، والمراد به ولاء الإسلام ومودته، وعلى المسلمين أن يوالي بعضهم بعضا ولا يعادي بعضهم بعضا.
قال الشافعي في معنى قول النبي ﷺ لعلي بن أبي طالب (رضي الله عنه): «من كنت مولاه فعلي مولاه» يعني بذلك ولاء الإسلام، وذلك قول الله عز وجل: ﴿ذَلِكَ بِأَنَّ اللَّهَ مَوْلَى الَّذِينَ آمَنُوا وَأَنَّ الْكَافِرِينَ لَا مَوْلَى لَهُمْ ۝١١﴾ [محمد:11]".

## الشهادتين وعلاقتها بأقسام التوحيد
توحيد الربوبية: هو الإيمان بأن الله هو الخالق الرازق، المدبر لكل شيء، قال تعالى:﴿اللَّهُ خَالِقُ كُلِّ شَيْءٍ﴾ [الزمر:62]، وهذا الإيمان يُعد أساسًا لتوحيد الألوهية، إذ أن من يعتقد بأن الله هو الخالق يجب عليه أن يعبده وحده.
توحيد الألوهية: هو إفراد الله بالعبادة، وعدم إشراك غيره معه، قال تعالى:﴿وَاعْبُدُوا اللَّهَ وَلَا تُشْرِكُوا بِهِ شَيْئًا﴾ [النساء:36]، وهذا هو مضمون الشهادة الأولى (لا إله إلا الله).
توحيد الأسماء والصفات: هو الإيمان بكل ما وصف الله به نفسه في كتابه، أو وصفه به رسوله ﷺ، من غير تحريف ولا تبديل ولا تشبيه ولا تعطيل، قال تعالى:﴿وَلِلَّهِ الْأَسْمَاءُ الْحُسْنَى فَادْعُوهُ بِهَا﴾ [الأعراف:180]، فهذا التوحيد يُعزز الإيمان بالله ويُعمق معرفته.
فالشهادتان تُلخصان العقيدة، فالشهادة الأولى تُحقق توحيد الألوهية، والثانية تُحقق توحيد الاتباع، وقد بيّن الشيخ عبد العزيز بن باز أن الشهادتين تتضمنان الإيمان بأقسام التوحيد الثلاثة، وأنه لا يصح إسلام المرء إلا بهما.

## أثر الشهادتين

### الشهادتان وأثرهما في حياة المسلم
الإقرار بالشهادتين يُوجب على المسلم الالتزام بتوحيد الله في ربوبيته وألوهيته وأسمائه وصفاته، واتباع سنة النبي ﷺ، وهذا يُحقق له السعادة في الدنيا والآخرة.

### الشهادتان في دعوة الرسل
جميع الرسل دعوا إلى توحيد الله، وهو ما يتجلى في الشهادة الأولى، قال تعالى: ﴿وَلَقَدْ بَعَثْنَا فِي كُلِّ أُمَّةٍ رَسُولًا أَنِ اعْبُدُوا اللَّهَ وَاجْتَنِبُوا الطَّاغُوتَ﴾ [النحل:36]، وهذا يدل على أن توحيد الألوهية هو محور دعوة الأنبياء.

## نواقض الشهادتين
الإقرار بالشهادة يتطلب الالتزام بمقتضياتها والابتعاد عما ينقضها، وقد حدد العلماء النواقض التي تُخرج المسلم من الإسلام إذا ارتكبها عن علم واختيار منها:
- أولاً: الشرك في الله

قال الله تعالى:﴿إِنَّ اللَّهَ لَا يَغْفِرُ أَنْ يُشْرَكَ بِهِ وَيَغْفِرُ مَا دُونَ ذَلِكَ لِمَنْ يَشَاءُ﴾ [النساء:48]، وقال تعالى:﴿إِنَّهُ مَنْ يُشْرِكْ بِاللَّهِ فَقَدْ حَرَّمَ اللَّهُ عَلَيْهِ الْجَنَّةَ وَمَأْوَاهُ النَّارُ وَمَا لِلظَّالِمِينَ مِنْ أَنْصَارٍ﴾ [المائدة:72]، ومن صور الشرك بالله دعاء الأموات، والاستغاثة بهم، والنذر والذبح لهم فإذا ذبح لغير الله خرج عن الدين، وغيرها من صور الشرك.
- ثانياً: اتخاذ وسائط بين العبد وربه

جعل بين العبد وبين الله وسائط يسألهم الشفاعة ويتوكل عليهم ويدعوهم، كدعاء الأنبياء أو الأولياء الأموات أو الأحياء لقوله تعالى:﴿وَلَا تَدْعُ مِنْ دُونِ اللَّهِ مَا لَا يَنْفَعُكَ وَلَا يَضُرُّكَ فَإِنْ فَعَلْتَ فَإِنَّكَ إِذًا مِنَ الظَّالِمِينَ ۝١٠٦﴾ [يونس:106] (أي المشركين)، وقوله ﷺ: «من مات وهو يدعو من دون الله ندا دخل النار» رواه البخاري والند: المثيل والشريك، فمن فعل ذلك فقد كفر، وارتكب ناقضًا من نواقض الإسلام.
- ثالثاً: عدم تكفير المشركين أو الشك في كفرهم

من لم يكفر المشركين أو شك في كفرهم أو صحح مذهبهم فقد كفر وارتكب ناقض من نواقض الإيمان.
- رابعاً: الاعتقاد بأن هدي غير النبي أكمل من هديه

من اعتقد أن هدي غير النبي محمد ﷺ أكمل من هديه، أو أن حكم غيره أحسن من حكمه، كمن يفضلون حكم الطواغيت على حكمه، فهو كافر مرتد عن الإسلام.
- خامساً: بغض شيء مما جاء به النبي ﷺ

من أبغض شيئا مما جاء به الرسول ﷺ ولو عمل به فقد كفر؛ لقوله تعالى:﴿ذَلِكَ بِأَنَّهُمْ كَرِهُوا مَا أَنْزَلَ اللَّهُ فَأَحْبَطَ أَعْمَالَهُمْ ۝٩﴾ [محمد:9]، فمن أنكر شيء من القرآن، أو الأحاديث المتفق على صحتها يوجب الردة عن الدين إذا تعمد ذلك عن علم.
- سادساً: الاستهزاء بشيء من دين الله أو الإعراض عنه

من استهزأ بشيء من الدين أو ثوابه أو عقابه فقد كفر، قال تعالى:﴿قُلْ أَبِاللَّهِ وَآيَاتِهِ وَرَسُولِهِ كُنْتُمْ تَسْتَهْزِئُونَ ۝٦٥ لَا تَعْتَذِرُوا قَدْ كَفَرْتُمْ بَعْدَ إِيمَانِكُمْ﴾ [التوبة:65–66]، ومن أعرض عن الدين فلا يتعلمه ولا يعمل به، فقد كفر والدليل قوله تعالى:﴿وَمَنْ أَظْلَمُ مِمَّنْ ذُكِّرَ بِآيَاتِ رَبِّهِ ثُمَّ أَعْرَضَ عَنْهَا إِنَّا مِنَ الْمُجْرِمِينَ مُنْتَقِمُونَ ۝٢٢﴾ [السجدة:22].
- سابعاً: تعلم السحر وتعليمه وممارسته

تعلم السحر أو تعليمه أو فعله ومنه الصرف والعطف، فمن فعله أو رضي به كفر، والدليل قوله تعالى:﴿وَمَا يُعَلِّمَانِ مِنْ أَحَدٍ حَتَّى يَقُولَا إِنَّمَا نَحْنُ فِتْنَةٌ فَلَا تَكْفُرْ﴾ [البقرة:102].
- ثامناً: مظاهرة المشركين ومعاونتهم على المسلمين

من ظاهر المشركين وعاونهم على المسلمين، فقد ارتد عن الإسلام، لقوله تعالى:﴿وَمَنْ يَتَوَلَّهُمْ مِنْكُمْ فَإِنَّهُ مِنْهُمْ إِنَّ اللَّهَ لَا يَهْدِي الْقَوْمَ الظَّالِمِينَ﴾ [المائدة:51].
- تاسعاً: الاعتقاد بأن بعض الناس يسعه الخروج عن شريعة النبي ﷺ

من اعتقد أن بعض الناس يسعه الخروج عن شريعة النبي ﷺ فقد كفر، لقوله تعالى:﴿وَمَنْ يَبْتَغِ غَيْرَ الْإِسْلَامِ دِينًا فَلَنْ يُقْبَلَ مِنْهُ وَهُوَ فِي الْآخِرَةِ مِنَ الْخَاسِرِينَ ۝٨٥﴾ [آل عمران:85].

## الشهادتان عند الطوائف الأخرى
تستبعد بعض الطوائف كالقرآنيين الشهادة الثانية وتقول أنه لا توجد سوى شهادة واحدة وهي (أشهد ألا إله إلا الله) ويعتبروا أن ذكر محمد في الشهادة نوع من الشرك قال تعالى: ﴿وَأَنَّ الْمَسَاجِدَ لِلَّهِ فَلَا تَدْعُوا مَعَ اللَّهِ أَحَدًا ۝١٨﴾ [الجن:18]، وقول تلك الطوائف قول باطل، وتفسير هذه الآية كما ورد في التفسير الميسر «وأن المساجد لعبادة الله وحده، فلا تعبدوا فيها غيره، وأخلصوا له الدعاء والعبادة فيها، فإن المساجد لم تُبْنَ إلا ليعبد الله وحده فيها دون من سواه، وفي هذا وجوب تنزيه المساجد من كل ما يشوب الإخلاص لله، ومتابعة رسوله محمد ﷺ».
وقد ورد في عدد من الآيات أن محمداً رسول الله ﷺ، وهي آيات صريحة في حجية السنة وفيها الرد على القرآنين، قال تعالى: ﴿وَمَا مُحَمَّدٌ إِلَّا رَسُولٌ قَدْ خَلَتْ مِنْ قَبْلِهِ الرُّسُلُ أَفَإِنْ مَاتَ أَوْ قُتِلَ انْقَلَبْتُمْ عَلَى أَعْقَابِكُمْ وَمَنْ يَنْقَلِبْ عَلَى عَقِبَيْهِ فَلَنْ يَضُرَّ اللَّهَ شَيْئًا وَسَيَجْزِي اللَّهُ الشَّاكِرِينَ ۝١٤٤﴾ [آل عمران:144]، ﴿فَلَا وَرَبِّكَ لَا يُؤْمِنُونَ حَتَّى يُحَكِّمُوكَ فِيمَا شَجَرَ بَيْنَهُمْ ثُمَّ لَا يَجِدُوا فِي أَنْفُسِهِمْ حَرَجًا مِمَّا قَضَيْتَ وَيُسَلِّمُوا تَسْلِيمًا ۝٦٥﴾ [النساء:65]، ﴿وَمَا كَانَ لِمُؤْمِنٍ وَلَا مُؤْمِنَةٍ إِذَا قَضَى اللَّهُ وَرَسُولُهُ أَمْرًا أَنْ يَكُونَ لَهُمُ الْخِيَرَةُ مِنْ أَمْرِهِمْ وَمَنْ يَعْصِ اللَّهَ وَرَسُولَهُ فَقَدْ ضَلَّ ضَلَالًا مُبِينًا ۝٣٦﴾ [الأحزاب:36]، ﴿مُحَمَّدٌ رَسُولُ اللَّهِ وَالَّذِينَ مَعَهُ أَشِدَّاءُ عَلَى الْكُفَّارِ رُحَمَاءُ بَيْنَهُمْ تَرَاهُمْ رُكَّعًا سُجَّدًا يَبْتَغُونَ فَضْلًا مِنَ اللَّهِ وَرِضْوَانًا سِيمَاهُمْ فِي وُجُوهِهِمْ مِنْ أَثَرِ السُّجُودِ ذَلِكَ مَثَلُهُمْ فِي التَّوْرَاةِ وَمَثَلُهُمْ فِي الْإِنْجِيلِ كَزَرْعٍ أَخْرَجَ شَطْأَهُ فَآزَرَهُ فَاسْتَغْلَظَ فَاسْتَوَى عَلَى سُوقِهِ يُعْجِبُ الزُّرَّاعَ لِيَغِيظَ بِهِمُ الْكُفَّارَ وَعَدَ اللَّهُ الَّذِينَ آمَنُوا وَعَمِلُوا الصَّالِحَاتِ مِنْهُمْ مَغْفِرَةً وَأَجْرًا عَظِيمًا ۝٢٩﴾ [الفتح:29].

## الشهادة في الكتب السماوية
شهادة التوحيد لم تكن حصرًا على رسالة نبي الإسلام محمد ﷺ، بل جاءت بها جميع الرسالات من عهد نوح إلى عهد محمد ﷺ، وورد في التوراة والإنجيل إشارات واضحة إلى توحيد الله ونفي الشركاء له، مما يدلل على وحدة العقيدة في أصلها.
قال الله تعالى:﴿وَمَا أَرْسَلْنَا مِنْ قَبْلِكَ مِنْ رَسُولٍ إِلَّا نُوحِي إِلَيْهِ أَنَّهُ لَا إِلَهَ إِلَّا أَنَا فَاعْبُدُونِ ۝٢٥﴾ [الأنبياء:25]، قال ابن تيمية: وجميع الرسل دعوا إلى عبادة الله وحده لا شريك له، وهذا هو أصل الدين الذي لا يقبل الله من أحد خلافه.
وقال تعالى:﴿وَاسْأَلْ مَنْ أَرْسَلْنَا مِنْ قَبْلِكَ مِنْ رُسُلِنَا أَجَعَلْنَا مِنْ دُونِ الرَّحْمَنِ آلِهَةً يُعْبَدُونَ ۝٤٥﴾ [الزخرف:45]، كما أورد الرازي في تفسيره للآية السابقة أن توحيد الله هو الغرض الأعظم من بعثة الرسل.
والتوحيد بمعناه الكامل، وتحديدًا شهادة أن لا إله إلا الله، هو مضمون الرسالات السماوية كاملة، و تكررت بألفاظ عدة بحسب اللغة التي نزلت بها تلك الكتب والرسالات.

## أعلام تتضمن الشهادتين

علم إمارة أفغانستان الإسلامية
علم جمهورية أفغانستان الإسلامية
علم أرض الصومال
علم تنظيم لشكر طيبة الباكستاني
علم المملكة العربية السعودية
علم حركة المقاومة الإسلامية (حماس)
علم المملكة المتوكلية اليمنية

## مواضيع متعلقة
- أركان الإسلام
- الشهادة الثالثة
- حسنات وسيئات

## الوصلات الخارجية
- شروطها
- المبحث الخامس شروط الشهادتين، موقع الشيخ عبد الله بن جبرين